# Widowmaker
Widowmaker — ограниченная серия комиксов, состоящая из 4 выпусков, которую в 2010—2011 годах издавала компания Marvel Comics. История повествует о Наташе Романофф, Клинте Бартоне и Бобби Морс и продолжает сюжетную линию из Hawkeye & Mockingbird.

### Выпуски
| № | Дата выхода     | Оценка на Comic Book Roundup   | Предполагаемый объём продаж (первый месяц) |
| - | --------------- | ------------------------------ | ------------------------------------------ |
| 1 | 8 декабря 2010  | 7,1 из 10 на основе 5 рецензий | 18 245, позиция в Северной Америке — 102   |
| 2 | 29 декабря 2010 | 4 из 10 на основе 1 рецензии   | 16 050, позиция в Северной Америке — 121   |
| 3 | 12 января 2011  | 7,5 из 10 на основе 2 рецензий | 13 368, позиция в Северной Америке — 106   |
| 4 | 9 февраля 2011  | 6,5 из 10 на основе 2 рецензий | 13 102, позиция в Северной Америке — 134   |

### Сборники
| Название                | Тип            | Дата выхода    | Собранный материал | ISBN              | Предполагаемый объём продаж (первый месяц) |
| ----------------------- | -------------- | -------------- | --- | ----------------- | ------------------------------------------ |
| Black Widow: Widowmaker | Мягкая обложка | 29 января 2020 | Black Widow: Deadly Origin #1-4, Black Widow (2010) #1-8, Widowmaker #1-4, Fear Itself: Black Widow, Black Widow Saga, материалы из Enter The Heroic Age #1 и Iron Man: Kiss And Kill | 978-1-302-92144-6 | 660, позиция в Северной Америке — 134      |

## Отзывы
На сайте Comic Book Roundup серия имеет оценку 6,3 из 10 на основе 10 рецензий. Джесс Шедин из IGN дал первому выпуску 8 баллов из 10 и похвалил Дэвида Лопеса. Дуг Завиша из Comic Book Resources, обозревая первый выпуск, похвалил всех художников. Рассматривая последний выпуск, журналист отметил, что он «даёт заключение, которое ставит всё красиво и аккуратно».